# Siringomièlia
La siringomièlia és un trastorn en el qual es forma un quist dintre de la medul·la espinal. Aquest quist es coneix com a siringe o syrinx. Amb el temps, el syrinx s'expandeix i allarga, destruint el centre de la medul·la espinal. Ja que la medul·la espinal connecta el cervell amb els nervis de les extremitats, aquest dany causa dolors, debilitat i rigidesa en l'esquena, els músculs, els braços o les cames. Altres símptomes poden incloure mal de cap i pèrdua de la capacitat de sentir calor o fred extrems, especialment en les mans. Cada pacient té una combinació distinta de símptomes. Altres trastorns més comuns comparteixen els símptomes inicials de la siringomièlia. En el passat, això ha dificultat el diagnòstic, actualment, amb la ressonància magnètica ha augmentat notablement el nombre de casos de siringomièlia diagnosticats en les etapes inicials del trastorn.
Prop de 21 mil homes i dones nord-americanes pateixen de siringomièlia, els símptomes de les quals comencen generalment a l'inici de l'edat adulta. Els símptomes del trastorn tendeixen a desenvolupar-se lentament, encara que pot iniciar-se sobtadament al tossir o fer força. Si no es tracta quirúrgicament, la siringomièlia sovint conduïx a una debilitació progressiva en els braços i les cames, pèrdua de sensació en les mans i dolors crònics i severs.

## Causes
Una substància aquosa (semblant a l'aigua) i protectora coneguda com a líquid cefalorraquidi fluïx normalment en la medul·la espinal i el cervell, transportant aliments i residus. També serveix per a esmorteir el cervell. Una varietat de condicions mèdiques poden obstruir el flux normal del líquid cefalorraquidi i redirigir-lo cap a la medul·la espinal mateixa. Per raons que tot just comencen a entendre's, això dona lloc a la formació del syrinx, el qual s'ompli del líquid cefalorraquidi. Les diferències de pressió al llarg de la medul·la espinal fan que el líquid es mogui dintre del quist. Els metges creuen que aquest moviment continu del líquid dona lloc al creixement del quist i causa danys addicionals a la medul·la espinal.

## Tipus
Generalment, es distingeixen dues formes de siringomièlia. En la majoria dels casos, el trastorn es relaciona amb una anomalia en el cervell coneguda com a malformació d'Arnold-Chiari tipus I, anomenada així pel metge que la va descriure primer. Aquesta anomalia anatòmica fa que la part inferior del cerebel es desplaci de la seva posició normal en la part posterior del cap, cap a la regió cervical (del coll) del canal espinal. Un syrinx pot llavors desenvolupar-se en la regió cervical de la medul·la espinal. Degut al fet que una vegada es va pensar que existeix una relació entre el cervell i la medul·la espinal en aquest tipus de siringomièlia, els metges de vegades l'anomenen siringomièlia comunicant. En aquest cas, els símptomes comencen entre les edats de 25 i 40 anys i generalment poden empitjorar-se al fer força o qualsevol activitat que causi que la pressió del líquid cefalorraquidi fluctuï sobtadament. No obstant això, alguns pacients poden romandre estables per llargs períodes. Alguns pacients que pateixen d'aquesta forma de siringomièlia, també pateixen d'hidrocefàlia, en la qual el líquid cefalorraquidi s'acumula en el crani, o d'una condició cridada aracnoïditis, en la qual s'inflama una capa de la medul·la espinal anomenada membrana aracnoide.
El segon tipus de siringomièlia ocorre a conseqüència de complicacions en casos de traumatismes, meningitis, hemorràgies, tumors o aracnoïditis. En aquest cas, el syrinx o quist es forma en un segment de la medul·la espinal afectat per una de les condicions esmentades. El syrinx comença a créixer. A això se li coneix de vegades com siringomièlia no comunicant. Els símptomes poden aparèixer mesos o fins i tot anys després de la lesió inicial, començant amb dolors, debilitat i pèrdua de la sensació en el lloc on va ocórrer el traumatisme.
El símptoma principal de la siringomièlia post-traumàtica és el dolor, que pot estendre's des del lloc de la lesió, cap amunt. Els símptomes, tals com dolors, entumiment, debilitat i alteració de la sensació de temperatura, poden afectar solament un costat del cos. La siringomièlia també pot afectar la sudoració, la funció sexual i, posteriorment, el control de la bufeta urinària i dels intestins.
Alguns casos de siringomièlia són familiars, encara que no són molt freqüents. També, existeix una forma del trastorn que involucra el tronc de l'encèfal, que controla moltes de les nostres funcions vitals, tals com la respiració i el ritme cardíac. Quan les siringes afecten el bulb raquidi, la condició es denomina siringobúlbia.

## Diagnòstic
En l'actualitat, els metges utilitzen la ressonància magnètica nuclear (RMN) per a diagnosticar la siringomièlia. La RMN pren imatges de les estructures del cos, tals com el cervell i la medul·la espinal, amb un alt nivell de detall. Aquesta prova mostra el syrinx en la medul·la espinal o qualsevol altra condició, tal com la presència d'un tumor. És una prova innòcua, no causa dolor, proveïx un alt grau d'informació i ha millorat molt el diagnòstic de la siringomièlia.
El metge pot sol·licitar la realització de proves addicionals per a ajudar a confirmar el diagnòstic. Una d'aquestes proves es diu electromiografia (EMG), que amida la debilitat muscular.
El metge pot també amidar la pressió del líquid cefalorraquidi i analitzar-lo mitjançant una prova cridada punció lumbar. A més, una tomografia computada (TC) del cap d'un pacient podria revelar la presència de tumors i d'altres anomalies tals com la hidrocefàlia. A més de les proves RMN i TC existeix altra prova cridada mielograma, la qual pren imatges similars a les radiografies i requereix un mitjà o un tint de contrast. Després de la implementació de la prova de RMN, rares vegades es necessita el mielograma per a diagnosticar la siringomièlia.

## Tractament
Generalment, es recomana la cirurgia als pacients que pateixen de siringomièlia. L'objectiu principal de la cirurgia és proporcionar més espai per al cerebel (malformació de Chiari) en la base del crani i part superior del coll, sense entrar al cervell o la medul·la espinal. Això permet que la cavitat primària s'aplani o desaparegui. Si la siringomièlia és causada per un tumor, el tractament preferit és l'extirpació del tumor, amb el que gairebé sempre s'elimina el syrinx.
La cirurgia permet que els símptomes s'estabilitzin o millorin lleument en la majoria dels pacients. Els retards en el tractament poden causar una lesió irreversible de la medul·la espinal. La reaparició de la siringomièlia després de la cirurgia pot requerir operacions addicionals; no obstant això, pot ser que les operacions no siguin totalment reeixides a llarg termini.
En alguns pacients podria ser necessari drenar el syrinx, la qual cosa es pot assolir usant un catèter, tubs i vàlvules de drenatge. Aquest sistema també es coneix com a derivació (shunt en anglès). Les derivacions s'utilitzen en les formes comunicants i no comunicants de la siringomièlia. Primer, el cirurgià ha de localitzar el syrinx. Després es col·loca una derivació en el syrinx fent que l'extrem oposat dreni el líquid cefalorraquidi en una cavitat del cos, generalment l'abdomen. Aquest tipus de derivació es coneix com a derivació ventricle-peritoneal i s'utilitza en els casos que també presenten hidrocefàlia. Una derivació pot disminuir la progressió dels símptomes de la siringomièlia al drenar el líquid del syrinx i alleujar el dolor, la cefalea (mal de cap) i la rigidesa. Generalment els símptomes continuen si no es corregeix l'anomalia.
La decisió d'utilitzar una derivació requereix una extensa discussió entre el metge i el pacient, car aquest procediment comporta el risc de lesió a la medul·la espinal, infeccions, obstruccions o hemorràgies i pot ser que no funcioni per a tots els pacients. En el cas de la siringomièlia relacionada amb traumatisme, el cirurgià opera al nivell de la lesió inicial. El quist es treu en la cirurgia, però generalment es necessita col·locar un tub o una derivació per a impedir que s'expandeixi de nou.
No existeixen medicaments que puguin tractar i guarir la siringomièlia. La radiació s'utilitza amb poca freqüència i produïx pocs beneficis excepte davant la presència d'un tumor. En aquests casos, pot parar el creixement d'una cavitat i ajudar a alleujar el dolor.
Quan no existeixen símptomes, generalment la siringomièlia no es tracta. En altres casos, el metge pot recomanar no tractar la condició en pacients d'edat avançada o en casos on els símptomes no progressin. Independentment de si reben o no tractament, als pacients de siringomièlia se'ls recomanarà evitar les activitats que requereixin fer força.